# Ari Folman
Ari Folman (hebrejsky: ארי פולמן, narozen 1962, Haifa, Izrael) je izraelský filmový
režisér, scenárista a skladatel filmové hudby.
Jako devatenáctiletý voják Izraelských obranných sil byl svědkem masakru v Sabře a Šatíle, který se odehrál v roce 1982 po první libanonské válce. Tento jeho zážitek později posloužil jako námět pro film Valčík s Bašírem.

## Filmografie (jako režisér)
- Ša'anan Si (1991, s Ori Sivanem)
- Svatá Klára (1996, s Ori Sivanem) - podle románu Pavla Kohouta Nápady svaté Kláry (1982)
- Made in Israel (2001)
- Valčík s Bašírem (2008)

## Ocenění
- Ofirova cena - Nejlepší režisér - Svatá Klára (1996)
- Mezinárodní filmový festival Karlovy Vary - Speciální cena poroty - Svatá Klára (1996)
- Cena izraelské televizní akademie - Nejlepší scénář pro dramatický seriál (společně s 5 dalšími scenáristy) - Betipul (2006)
- Ofirova cena - Nejlepší režisér - Valčík s Bašírem (2008)
- Ofirova cena - Nejlepší scénář - Valčík s Bašírem (2008)
- Zlatý glóbus pro Nejlepší cizojazyčný film - Valčík s Bašírem (2008)
- Directors Guild of America Awards - Mimořádný režisérský přínos v dokumentaristice - Valčík s Bašírem (2008)
- Writers Guild of America Awards - Nejlepší scénář pro celovečerní dokument - Valčík s Bašírem (2008)